# Béchir Bach Hamba
Béchir Bach Hamba est un footballeur tunisien qui évoluait au Club africain.

## Biographie
Fils du joueur et entraîneur Ridha Bach Hamba, il fait honneur à sa filiation tant pour son talent que sa discipline tactique et ses valeurs morales.

## Carrière
- 1977-1984 : Club africain (Tunisie)

## Palmarès
- Championnat de Tunisie :
  - Vainqueur : 1979, 1980